# 李相玉
李相玉（韓語：이상옥，1934年—2023年1月5日），男，韩国政治人物，曾任韩国驻新加坡大使、韓國外交部次官、常驻日内瓦代表、外交部長。